# Języki siouańskie

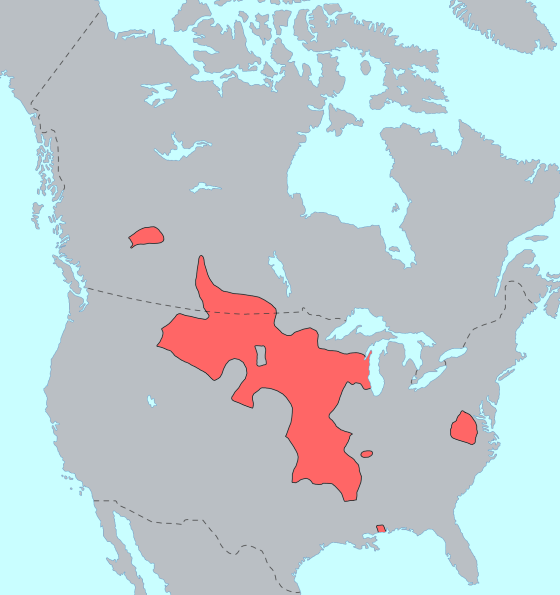
Zasięg języków siouańskich w Ameryce Północnej przed przybyciem Europejczyków

Języki siouańskie (siouan) – rodzina języków Indian północnoamerykańskich, według niektórych klasyfikacji zaliczana do fyli makrosiouańskiej. Do rodziny siouańskiej należą takie języki, jak:
- dakota
- crow
- winnebago (Wisconsin)
- chiwere (Iowa i północ Missouri)
- hidatsa (środkowy bieg rzeki Missouri)
- assiniboine (Kanada)

i inne.
Do wymarłych języków tej rodziny należą języki tutelo i biloxi (z wybrzeża Zatoki Meksykańskiej) oraz catawba (Karolina Południowa).
Obecnie językami rodziny siouańskiej posługują się przede wszystkim osoby starsze, choć podejmowane są także próby ich rewitalizacji.